# Guo Fengyi
Guo Fengyi (* 1942 in Xi’an; † 2010 ebenda) war eine chinesische Künstlerin der Art brut.

## Leben
Guo Fengyi wurde 1942 in Xi’an geboren. 1962 machte sie ihren Schulabschluss und arbeitete danach als Technikerin in einer Kautschuk-Fabrik. Nachdem sie im Alter von 39 Jahren an Arthritis erkrankt war, musste sie ihre Berufstätigkeit aufgeben. Sie war Mutter von vier Kindern und es folgten acht Jahre, in denen sie unter ihrer Erkrankung litt. Sie begann Qi Gong zu praktizieren und beschäftigte sich so mit einem Zweig der traditionellen chinesischen Medizin,
um ihr Immunsystem zu stärken und ihre Krankheit zu lindern. Später leitete sie auch andere Menschen an und schrieb über dieses Thema. Ab Mai 1989 reicherte sie ihre Schriften mit Figuren an.

## Werk
Sie schuf zahlreiche Gemälde. Zunächst nutzte sie dazu die Rückseiten von Kalenderblättern. Danach zeichnete sie auf Reispapierbögen, diese hatten eine Höhe von bis zu fünf Metern. Dabei war das Papier aufgerollt und sie rollte dieses auf ihrem Arbeitstisch nach und nach so ab, dass immer nur ein kleiner Arbeitsbereich sichtbar war. Sie konnte beim Malen nie das gesamte Werk sehen. Dabei kam es vor, dass sie das Papier der Länge nach abrollte, oder aber sie startete mit der zweiten Hälfte wieder von außen, wenn sie in der Mitte angekommen war. Dazu meditierte sie und sie kleidete sich in Rot, der Farbe der Gelassenheit und des Glücks und fühlte sich von Buddha inspiriert.
Das Thema ihrer Arbeit ist die Verbindung zwischen dem menschlichen Körper und der Welt, ihre Motive sind halb pflanzlich, halb menschlich und in ein Netzwerk aus extrem feinen Linien verwickelt, die an gestickte Fäden erinnern. Ihre Arbeit führte sie mit Feder und Tusche, oder mit Tinten verschiedener Farbe aus.
Einige ihrer Werke befinden sich in der Schweizer Sammlung Dammann, der Sammlung der Collection de l’Art Brut in Lausanne und im Museum of Everything in London.

## Ausstellungen (Auswahl)
Guo Fengyi hatte zahlreiche Gruppen und Einzelausstellungen.

### Einzelausstellungen
- 2022: „Lucy & Fengyi“, Pond Society, Shanghai, China
- 2020: „Guo Fengyi: To See from a Distance“, SCAD Museum of Art, Savannah, Georgia
- 2020: „This Too Is Guo Fengyi“, KWM artcenter, Beijing
- 2020: „Guo Fengyi“, Gladstone Gallery, New York
- 2020: „Guo Fengyi: To See from a Distance at the Drawing Room and Lab“, Drawing Center, New York
- 2019: „Guo Fengyi“, Gladstone Gallery, Brussels
- 2015: „The Art of Guo Fengyi“, Andrew Edlin Gallery, New York
- 2014: „Guo Fengyi: LANDSCAPEPORTRAIT“, Long March Space, Beijing
- 2013: „Guo Fengyi“, Long March Space, Beijing
- 2012: „Guo Fengyi“, Contemporary Art Gallery, Vancouver, Canada
- 2011: „Guo Fengyi“, Collection de L’Art Brut, Lausanne, Switzerland
- 2010: „Guo Fengyi: A Chinese Rhapsody“,” Galerie Christian Berst, Paris
- 2009: „China in Four Seasons: Guo Fengyi“, Govett Brewster Art Gallery, New Plymouth, New Zealand
- 2009: „I am Guo Fengyi“, Long March Space, Beijing
- 2008: „Guo Fengyi“, Galerie Barbara Gross, Munich, Germany
- 2005: „Who is Guo Fengyi?“ Long March Space, Beijing